# Ревельская губерния
Ре́вельская губерния — административная единица Российской империи. Губернским городом являлся город Ревель.
Учреждена указом императора Петра Первого от 29 мая (9 июня) 1719 года и сформирована из земель Эстляндской губернии Швеции, существовавшей с 1561 года и отвоёванной в ходе Северной войны. Преобразована 3 (14) июля 1783 года в Ревельское наместничество.
Население по первой ревизии 135 тыс. чел.

## Состав

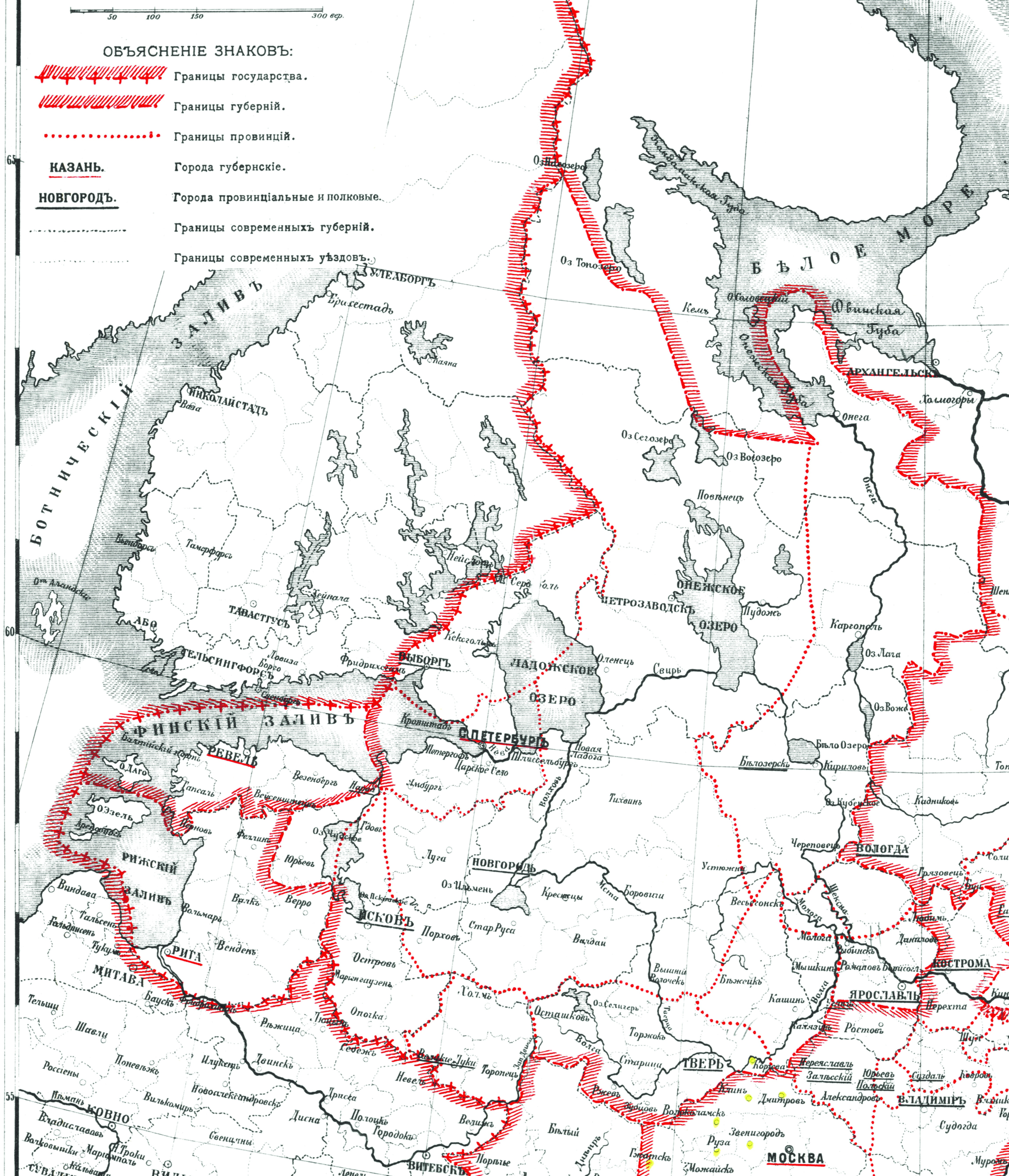
Ревельская, Санкт-Петербургская и Рижская губернии в 1720—1727 гг.

Состояла из 3 дистриктов (уездов). В 1727 году к Ревельской губернии от Санкт-Петербургской губернии отошел Нарвский уезд.

## Руководители губернии
Губернаторы
| Ф. И. О.                                | Титул, чин, звание                     | Период замещения должности |
| --------------------------------------- | -------------------------------------- | -------------------------- |
| Апраксин Фёдор Матвеевич                | граф, генерал-адмирал                  | 29.05.1719—10.11.1728      |
| Лёвен Фридрих                           |                                        | 1730—21.10.1735            |
| Мусин-Пушкин Платон Иванович            | граф, действительный статский советник | 21.10.1735—26.07.1736      |
| Дуглас Густав Отто                      | граф, генерал-лейтенант                | 1736—03.03.1740            |
| Левендаль Вольдемар                     | барон, генерал-аншеф                   | 03.03.1740—1743            |
| Принц Гольштейн-Бек Пётр Август Фридрих | генерал-поручик                        | 13.10.1743—29.03.1753      |
| Долгоруков Владимир Петрович            | князь, генерал-майор (генерал-поручик) | 29.03.1753—30.03.1758      |
| Принц Гольштейн-Бек Пётр Август Фридрих | генерал-аншеф                          | 30.03.1758—09.01.1762      |
| Вакансия                                |                                        | 1762—1783                  |

Вице-губернаторы
| Ф. И. О.                        | Титул, чин, звание     | Период замещения должности |
| ------------------------------- | ---------------------- | -------------------------- |
| Фридрих фон Лёвен               | генерал-майор          | 1711—14.08.1730            |
| Дельден Виллим Виллимович       | генерал-лейтенант      | 1730—13.10.1732            |
| Должность отсутствовала         |                        | 1732—1762                  |
| Кадеус Карл Густав              | генерал-поручик        | 1762—11.04.1768            |
| Вакансия                        |                        | 1768—1773                  |
| Сиверс Иоахим Христианович      | барон, генерал-поручик | 1773—29.12.1778            |
| Гротенгельм Георгий Евстафьевич | генерал-поручик        | 1779—1783                  |